# Guerre des castes
La guerre des castes est un conflit armé ayant eu lieu dans trois pays : Le Mexique, le Guatemala et le Honduras britanniques actuellement le Belize ayant opposé les populations maya au sud-est de la péninsule du Yucatán aux populations descendantes des colons espagnols, de métis ainsi qu'aux amérindiens ayant adopté le mode de vie européen, groupes 
qui détenaient la réalité du pouvoir économique et politique.
La révolte éclate au mois de juillet 1847 et ne trouve sa conclusion qu’en 1901. 
Favorable aux révoltés mayas jusqu’au mitan des années 1880, le cours des événements s’infléchit ensuite en faveur du gouvernement mexicain qui finit par écraser la rébellion.

## Histoire

### Contexte de la guerre des castes au Yucatan
L'attitude du président mexicain fut à l'origine de la seconde déclaration d'indépendance du Yucatán le 1er janvier 1846 par l'Assemblée départementale. Le Yucatán connaissait alors déjà plusieurs conflits internes : d'un côté, les partisans de Mérida dirigés par Miguel Barbachan et de l'autre, les partisans de Campeche dirigés par Santiago Méndez. À cela s'ajoute un troisième conflit entre le gouvernement local et les « indigènes »-

### Mérida contre Campeche et l'invasion nord-américaine
Le 25 septembre 1846, le gouvernement mexicain dénonce les lois du 21 février 1846 et reconnaît les traités de 1843 entre le Mexique et le Yucatán ; la Constitution mexicaine de 1824 est rétablie et le pays retrouve une structure fédérale.
À Mérida, la nouvelle fut bien reçue et les partisans locaux se déclarent prêts à une réincorporation dans la « Fédération mexicaine » le 2 novembre 1846. En revanche, à Campeche, le conseil municipal se prononce contre la réincorporation, et, sachant que le Mexique était en conflit avec les États-Unis, en appelle à ces derniers ; l'invasion américaine aura lieu quelques mois plus tard en 1847.
La rivalité entre les caudillos Méndez de Campeche et Barbachano de Mérida débouche en 1847 sur la formation de deux gouvernements rivaux du Yucatán, l'un à Campeche et l'autre à Mérida.
À la suite du déclenchement de la guerre américano-mexicaine, la marine des États-Unis prend la ville de Carmen en octobre 1846, affectant les exportations de Campeche. Les habitants de Campeche choisissent de rester neutres dans la guerre contre les États-Unis afin de récupérer le contrôle de leurs ports : Campeche se prononce contre le gouvernement de Mérida le 8 décembre 1846, et va utiliser les indigènes pour prendre le contrôle de la péninsule, ce qui suscite la terreur et la consternation le long des côtes de l'État, majoritairement peuplées de planteurs d'origine espagnole nommés au Mexique criollos, ainsi que de ladinos et de métis. Le 21 février 1847, la capitale Campèche et le gouvernement de la péninsule sous la direction de Santiago Méndez Ibarra (es) proclament l'indépendance du Yucatan et envoient à Washington une délégation conduite par le magistrat José Rovira, pour éviter au Yucatán le blocus appliqué par les États-Unis au Mexique. Elle met en avant la position de neutralité du Yucatán pendant la guerre américano-mexicaine, et déclare que le Yucatán n'avait pas à appuyer le Mexique du fait des nombreuses injustices commises contre les Yucatèques par les gouvernements mexicains centralistes. Mais en fait le commerce avec le Golfe du Mexique était fondamental pour la survie économique du Yucatán. Rovira va jusqu'à proposer l'annexion du Yucatán par les États-Unis, que le Congrès décline.

### La Guerre des castes
Les Mayas, exaspérés par leur situation servile, s'étaient soulevés contre la population blanche et métisse le 30 juillet 1847. En 1848, la guerre des castes s'était développée dans toute la région et les Mayas étaient en passe d'exterminer la population blanche et métisse.
Le gouvernement de Santiago Méndez ne pouvait pas contrôler la situation et José Rovira fit à Washington une offre formelle afin que le Yucatán fût annexé par les États-Unis. Le président Polk accepta l'idée et proposa le « Yucatan Bill » au Congrès, mais ce dernier la rejeta. Méndez offrit alors successivement, et vainement, la souveraineté yucatèque à l'Espagne en échange d'un soutien militaire du gouverneur de l'île de Cuba, puis à l'Angleterre (qui possédait déjà le Honduras britannique voisin) en échange du soutien militaire de l'amiral de Jamaïque.

### Réincorporation définitive au Mexique
Méndez se retira du gouvernement Yucatèque en avril 1848 et Miguel Barbachano (es) prit le relais. Le premier acte de Barbachano fut d'informer le gouvernement mexicain, qui se trouvait dans la ville de Santiago de Querétaro, de la situation catastrophique du fait de la guerre des castes et il sollicita une aide militaire et économique. Le président mexicain, José Joaquín Herrera, vit d'un bon œil le geste de Barbachano et le 14 juillet 1848 offrit 150 000 pesos aux Yucatèques (des 3 millions que les États-Unis avaient offert pour indemnisation au Mexique à la suite de la guerre). Le gouvernement mexicain envoya armes et munitions. Il envoya également le message suivant à Barbachano : « il est inutile, M. le Gouverneur, qu'après avoir exposé à V.E. les souhaits de la nation, les sentiments des représentants, et la conduite du Gouvernement en ce qui concerne le Yucatán, je m'étende pour vous convaincre de l'intérêt important que suscite cet État, et de la décision du Gouvernement de le sauver. Pour l'administration actuelle, tous les malheurs passés ne doivent être remémorés, sinon comme une sévère leçon qui pointe à tous le devoir de réparer une telle infortune. Monsieur le Président ne voit dans le Yucatán qu'une partie très intéressante de l'Union ; et dans ses citoyens, des frères livrés à la furie implacable de sauvages ». Ce dernier terme désigne les Mayas, certes depuis longtemps christianisés, devenus bilingues hispanophones et ayant accolé des patronymes espagnols à leurs noms indigènes, mais néanmoins asservis sur leurs propres terres et rudement exploités par les planteurs créoles et les métis.
Toutefois, ces événements engendrèrent des incidents et des révoltes tout au long de la seconde moitié du XIXe siècle, sans trouver de fin. Les derniers révoltés mayas finirent massacrés, en 1908, à la veille de la révolution mexicaine, dans les ruines de l'ancienne cité de Tulum (Yucatán oriental, actuel État de Quintana Roo).[réf. nécessaire]

### Épisode de la guerre des castes au Chiapas
Les dérives sectaires millénaristes et milagristes étaient nombreuses parmi les Mayas et les autres amérindiens christianisés, principalement dans le sud du Mexique. 
Dans ce contexte, l'indigène Pedro Díaz Kuskat fabriqua une idole de terre cuite qui simule la parole par un système de caisse de résonance. Il parvient ainsi à attirer un public crédule et nombreux. Il fait passer cette idole pour un dieu descendu du Ciel pour vivre parmi les indigènes. Sa compagne et complice Agustina Gómez Xexeb se fait passer pour la mère de ce dieu. Ils sont bientôt rejoints par une foule énorme venue adorer cette idole. Le jour du Vendredi Saint de 1868, une assemblée sectaire présidée par le couple crucifie un enfant et le laisse mourir sur la croix. Le gouvernement est averti de ce sacrifice humain et fait incarcérer ses deux instigateurs à San Cristóbal de las Casas.
Un aventurier, prêcheur itinérant nommé Ignacio Fernandez de Gabindo, et sa compagne, voyante nommée Luisa Quévedo, proposent au couple Pedro-Agustina de l'aider à s'échapper et à se libérer des blancs. Une armée d'indigènes fanatisés par les paroles du gourou et de son idole, se forme et prend comme centre de commandement le village de Zontehuitz. Cette armée indigène se soulève en 1869 contre les autorités du Chiapas. Elle attaque des villages, des haciendas, des fermes, des personnes isolées, tuant tous les blancs, les métis et les ladinos qu'elle rencontre (les ladinos sont des indigènes qui ont adopté le mode de vie, les mœurs sociales et l'emploi des mêmes technologies que les criollos : ils sont détestés des autres indigènes). 
Cette armée arrive près de San Cristóbal de las Casas et menace de piller et d'incendier la ville si Pedro Díaz Kuskat et ses acolytes ne sont pas libérés. Le gouverneur cède partiellement en ne libérant que Díaz Kuskat. Il garde Fernandez de Galindo et sa compagne en garantie de la sauvegarde de la ville. Mais Díaz Kuskat, le 21 juin 1869, à la tête de ses troupes attaque quand même la ville. L'armée indigène égorge tous ceux qui tombent en son pouvoir. Le gouverneur José Pantaleón Dominguez (es) opposant une résistance opiniâtre, réussit à mettre en déroute les assaillants. Le gouverneur fait exécuter publiquement Fernandez de Galindo et sa femme. Ce qu'il reste des insurgés est poursuivi jusqu'à San Juan Chamula où ils se retranchent. Mal commandés, ils sont rapidement mis en déroute le 30 juin 1869 et tous sont massacrés. Les autres indigènes se dispersent et ne font plus parler d'eux. Les derniers insurgés se rendent en octobre 1870.